# Mapa mudo

Planisfério mudo, com os oceanos em azul.

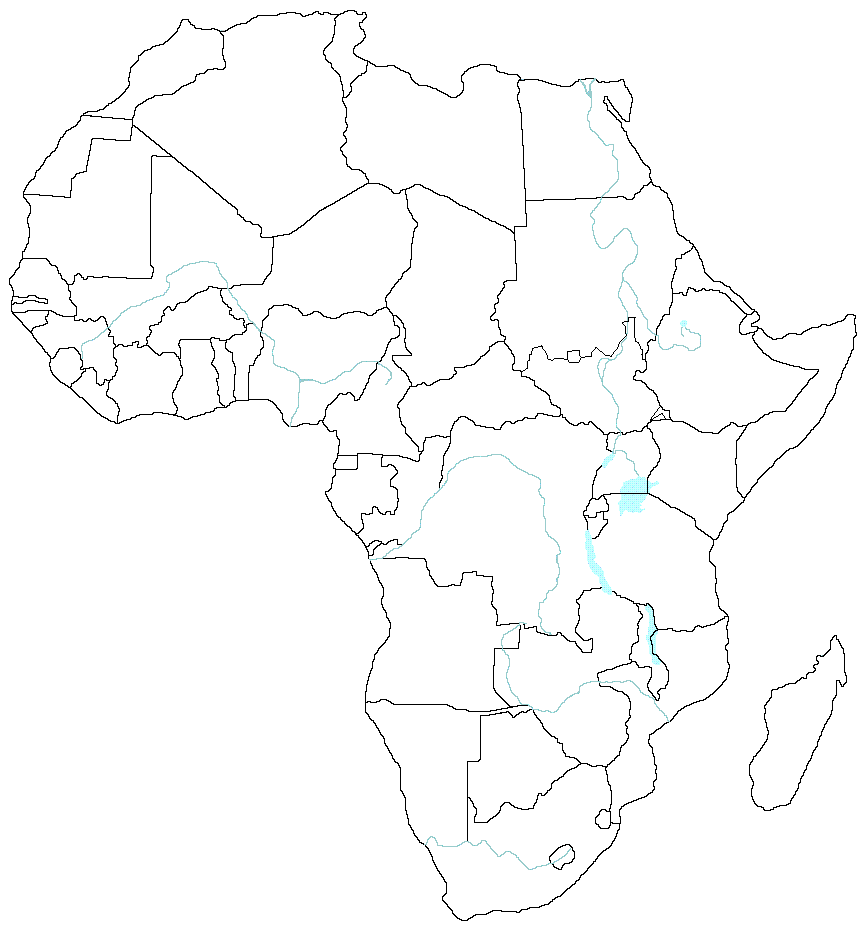
Mapa mudo da África, com as fronteiras políticas e os principais rios e lagos do continente.

Um mapa mudo é um tipo de mapa que não fornece informações acerca do lugar que representa, ou seja, é um mapa que está em branco.
Este tipo de mapa tem finalidade didáctica, permitindo se assinalem os distintos elementos geográficos que se querem aprender, ou mesmo a de criar um novo mapa, com referências novas.